# Fiordo di Neny
Il fiordo di Neny (in inglese Neny Fjord) è un fiordo lunga circa 17 km e larga 8,5, che penetra in direzione est-ovest nella costa di Fallières, nella parte sud-occidentale della Terra di Graham, in Antartide. All'interno del fiordo, che si apre tra la cresta Red Rock, a sud, e il promontorio Roman Four, a nord, o comunque delle cale situate sulla sua costa, si gettano diversi ghiacciai, tra cui il Ciaspola, il Neny e il Remo, mentre nelle sue acque è presente omonima isola.

## Storia
Questa parte della costa della Terra di Graham fu esplorata per la prima volta nel 1909 durante la seconda spedizione antartica francese al comando di Jean-Baptiste Charcot, il quale, sembra, diede il nome Neny ad una non identificata formazione a nord del fiordo. Quando poi la costa fu mappata più dettagliatamente durante la spedizione britannica nella Terra di Graham, 1934-37, al comando di John Rymill, quest'ultimo, al fine di correlare il proprio lavoro con quello di Charcot, assegnò lo stesso nome al fiordo tra la dorsale Red Rock e il promontorio Roman Four.